# Гринтовец
Гринтовец или Гринтавец је највиши врх (2559м) Камнишким Алпима (Савојским Алпима). Као и готово цели Камнишки Апли, састоји се од тријаских кречњака и доломита који му дају и карактеристичан зашиљен облик.
Североисточно од Гринтовца извире река Кокра, а јужно Камнишка Бистрица — притоке Саве.